# Tchatkalophantes tchatkalensis
Tchatkalophantes tchatkalensis là một loài nhện trong họ Linyphiidae. T. tchatkalensis được Andrei V. Tanasevitch miêu tả năm 1983.